# Duncan Patterson
Duncan John Patterson (Liverpool, UK, 5. lipnja 1975.) engleski je glazbenik, najpoznatiji kao član sastava Anathema i Antimatter.

## Životopis
Patterson se pridružio Anathemi 1991. i bio je jedan od glavnih skladatelja sastava sve do albuma Alternative 4. Napustio je Anathemu 1998. i osnovao novi projekt Antimatter. Nakon što je objavio četiri albuma s Antimatterom, koji obuhvaćaju nekoliko žanrova (ambijentalna, elektronika, akustika), započeo je još jedan stalni projekt pod nazivom Íon, mješavinom akustične i folk glazbe. Između snimanja i turneje vlastitih projekata, uživao je u uspjehu na ljestvici s irskim alternativnim rock-sastavom The Aftermath, svirajući na tri Top 20 singla, kao i pojavljivanjem na njihovom debitantskom albumu, Friendlier Up Here sa Steveom Wickhamom iz The Waterboysa. Patterson je također napisao i izvodio glazbu za singl njemačkog repera Bushida, "Von der Skyline zum Bordstein zurück", koji je bio 14. na ljestvici u Njemačkoj. Također je osnivač Strangelight Recordsa, male nezavisne diskografske kuće.
Pattersonova glazba pojavila se u filmovima Hishama Zreiqa, glazba koja je skladana za Íon korištena je u nagrađivanom filmu The sons of Eilaboun, a glazba koja je skladana za Antimatter korištena je u filmu Just Another Day.
Godine 2011. osnovao je novi sastav Alternative 4, koji je objavio 2 albuma, The Brink i The Obscurants.
Objavio je svoj prvi samostalni album The Eternity Suite 2015. prije nego što je napravio pauzu od glazbe. Drugi samostalni album Grace Road objavljen je 2022.
Osim solo karijere, također svira u Antifearu s bivšim kolegom iz Anatheme Darrenom Whiteom.

## Diskografija
Alternative 4
- The Brink (2011.)
- The Obscurants (2014.)

Anathema
- The Crestfallen (1992.)
- Serenades (1993.)
- Pentecost III (1995.)
- The Silent Enigma (1995.)
- Eternity (1996.)
- Alternative 4 (1998.)

Antimatter
- Saviour (2002.)
- Live@K13 (2003.)
- Lights Out (2003.)
- Planetary Confinement (2005.)

Íon
- Madre, Protégenos (2006.)
- Immaculada (2010.)

Duncan Patterson
- The Eternity Suite (2015.)
- Grace Road (2022.)